# Krokauer Windmühle
Die Krokauer Windmühle ist eine unter Denkmalschutz stehende Keller-Holländermühle in Krokau.
Eine Besonderheit der Mühle besteht darin, dass die 18 Tonnen schwere Kappe nicht – wie sonst üblich – auf einem Rollenkranz, sondern auf 24 Gleitklötzen aus Eichenholz ruht.

## Geschichte
1872 wurde die Mühle von Theodor Petersen aus Wahlstorf erbaut. Die Familie Petersen betrieb die Mühle über vier Generationen bis 1970 und besaß weitere Mühlen in Heikendorf und Laboe.
1922 erhielt die Mühle im Austausch gegen den bis dahin verwendeten Petroleum- einen Elektromotor, der die Nebenaggregate mit einem Transmissionsriemen antrieb. 1962 riss während eines Orkans einer der Flügel ab; er wurde 1966 ersetzt, um den optischen Gesamteindruck wiederherzustellen. 1980 wurde der Verein zur Erhaltung der Schönberger Windmühle (später: Verein zur Erhaltung Probsteier Windmühlen) gegründet, der bis 1986 die Restaurierung der Kappe, der Seitenbedachung und der Flügel durchführte. Am 10. Februar 1986 wurde die Mühle unter Denkmalschutz gestellt. In den Jahren 1986 bis 1993 wurde die Mühle aufwändig renoviert und instand gesetzt. Die Gesamtkosten hierfür beliefen sich auf rund 600.000 DM, wobei 200.000 DM durch Eigenleistung von Vereinsmitgliedern und 400.000 DM durch Zuschüsse aus dem Denkmalfonds erbracht wurden. 2006  wurden in Abstimmung mit dem Landesamt für Denkmalpflege die alten Flügelklappen aus Pappelholz durch neue Jalousieklappen aus pulverbeschichtetem Aluminium ersetzt.
Durch die Instandhaltungsmaßnahmen konnte die Mühle voll funktionsfähig erhalten werden und hat als technisches Museum jährlich rund 3.000 Besucher.